# Villeneuve-Saint-Vistre-et-Villevotte

Villeneuve-Saint-Vistre-et-Villevotte este o comună în departamentul Marne, Franța. În 2009 avea o populație de 130 de locuitori.